# Caloptilia pentaphylactis
Caloptilia pentaphylactis är en fjärilsart som först beskrevs av Edward Meyrick 1938.  Caloptilia pentaphylactis ingår i släktet Caloptilia och familjen styltmalar.
Artens utbredningsområde är Papua Nya Guinea. Inga underarter finns listade i Catalogue of Life.